# Stanley Ho
Stanley Ho Hung-Sun OBE • GCIH • GCM (em chinês: 何鴻燊; Hong-Kong, 25 de novembro de 1921 - 26 de maio de 2020) foi um influente industrial de casinos e empresário multimilionário chinês de Macau e Hong Kong, ambas cidades localizadas na República Popular da China.
Dominava fluentemente a língua chinesa e tinha conhecimentos da língua inglesa, da língua japonesa e da língua portuguesa.

## Biografia

### Família
Filho de Ho Kwong, Juiz de Paz, Diretor da Chinese General Chamber of Commerce e Compradore da companhia Sassoon, e de sua mulher Flora Sin Hing Wan, era neto paterno de Ho Fook (何福), Membro do Conselho Legislativo de Hong Kong e Compradore da companhia Jardine, Matheson & Co., e sobrinho-neto de Sir Robert Ho Tung, um importante empresário euro-asiático (mas não macaense) de Hong Kong.

### Início de carreira
Instalou-se em Macau em 1941, fugindo da invasão e ocupação japonesa à sua terra natal. Começou as suas ligações em Macau como Secretário da Macau Cooperation Co. Ltd. entre 1942 e 1944, tendo sido depois Diretor do Macau Government Bureau Supplies entre 1944 e 1945 e da Agência Comercial Progresso Macau de 1945 a 1947.
No dia 21 de dezembro de 1948, Stanley Ho casou na Catedral de Hong Kong com Clementina Ângela de Melo Leitão (Macau, São Lázaro, 28 de agosto de 1923 - 2004), uma macaense (ou luso-descendente) cuja família era uma das mais influentes de Macau daquela época. O pai de Clementina Ângela, Carlos Ernesto de Melo Leitão, era um proeminente empresário de hotéis e casinos, sendo também o único notário público da altura. Parcialmente devido ao importante estatuto social que a família da sua mulher gozava em Macau, a sua empresa, a Sociedade de Turismo e Diversões de Macau (STDM), obteve em 1962 do Governo de Macau o monopólio da exploração do setor do jogo. Esta situação de grande estabilidade acabou nos anos de 2001 a 2002, já depois da devolução de Macau à China, quando perdeu o seu monopólio legal. A partir daí, a STDM passou a enfrentar uma grande competição com outras companhias que entraram em força no sector de jogos de Macau, principalmente companhias de jogos norte-americanas e multinacionais.

### Atividade empresarial

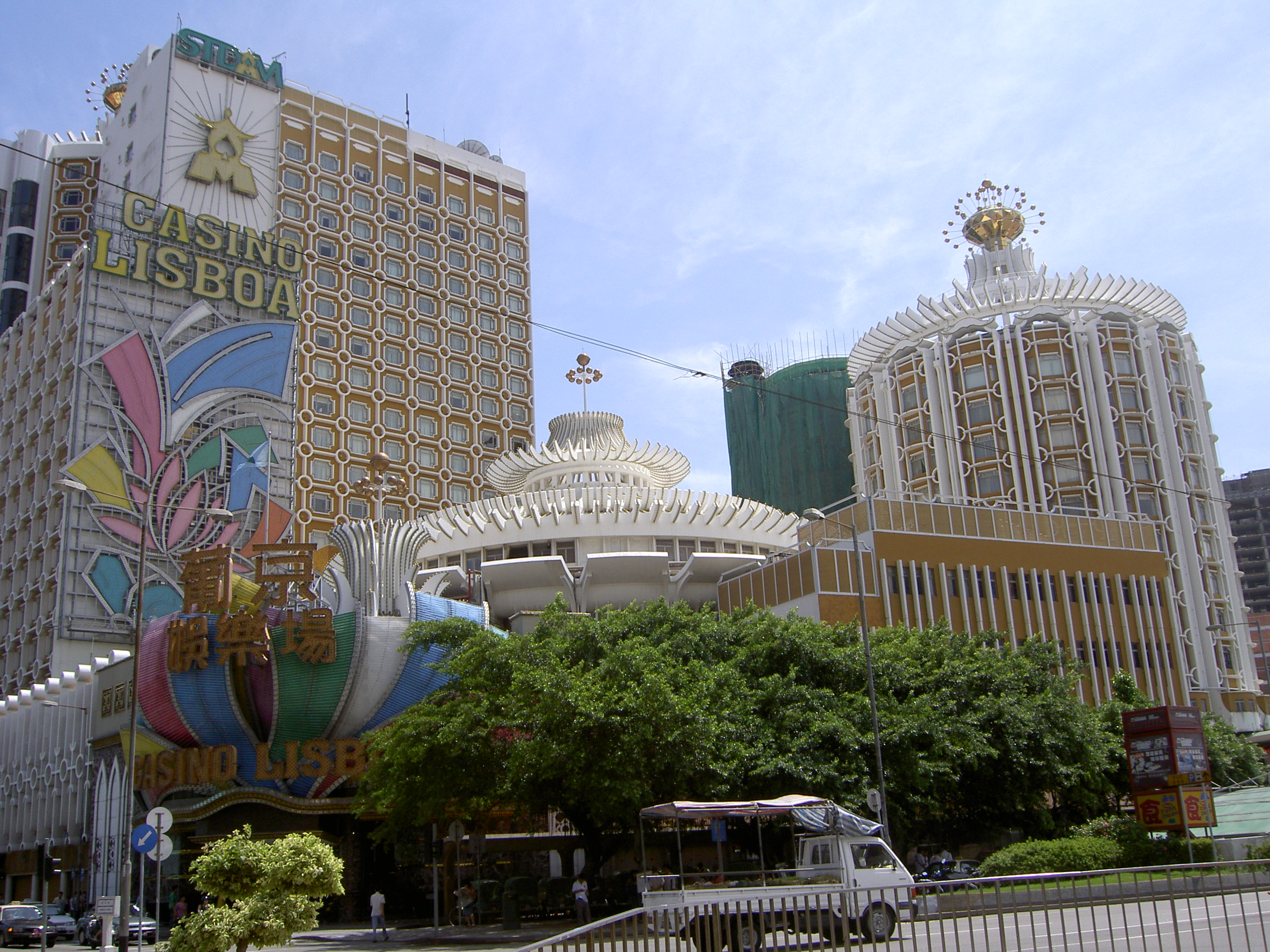
Hotel e Casino Lisboa de Macau, um dos maiores casinos da RAEM e de Stanley Ho

Com um impressionante currículo financeiro e industrial, está hoje ligado às mais importantes empresas de Hong Kong e de Macau. Em Hong Kong foi Presidente do Conselho de Administração das seguintes empresas: Shun Tak Holdings Ltd., Far East Hydrofoil Co., Ltd. (que opera a maior frota de jetfoils do Mundo), Aberdeen Restaurant Enterprises, Ltd. (dona dos três restaurantes flutuantes Jumbo, Tai Park e Sea Palace), Shun Tak Centre Ltd. (proprietária do Hotel Vitória em Hong Kong), Air Hong Kong, Grandee Holdings Ltd. (componentes de computador), Universal Appliances Ltd. (produtos de eletrónica), Tomson Pacific Ltd. (consultor de propriedades), World Trade Center Group Ltd. (investimentos imobiliários), e Melco International Development Co.. Em Macau foi Administrador-Delegado da Sociedade de Turismo e Diversões de Macau (ligada ao Hotel e Casino Lisboa, Hotel Sintra, Grand Lisboa, etc.), Diretor da Excelsior Hotels & Investments Ltd. (proprietária do Hotel Mandarim Oriental) e Diretor da Carvin Investment Ltd. (proprietária do Hotel Hyatt Regency) e Vice-Presidente da Companhia de Eletricidade de Macau. Foi ainda Vice-Presidente e Diretor do Casino Del Mar Menor no Hotel Doblemar em La Manga (Múrcia, Espanha), Presidente do Conselho de Administração do Estoril-Sol, SGPS, S.A. (entidade exploradora do Casino Estoril, Casino Lisboa e Casino da Póvoa, em Portugal) e do Semi-Tech (Global) Ltd. (em Toronto), Vice-Presidente da P. T. Philindo Sporting Amusement & Tourism Corporation, Jakarta, Diretor do West Point Casino Australia e do Manila Bay Floating Casino.
Foi presidente da Real Estate Developers Association de Hong Kong e presidente honorário das seguintes associações de Hong Kong: Associação dos Alunos da Universidade, Associação de Lawn Tennis, Associação de Tennis, Associação de Badminton, Associação de Basquetebol Amador, Associação de Taekwondo, Associação para o Progresso da Ciência e Tecnologia, etc.
Em Macau foi presidente do Conselho da Universidade de Macau, membro dos Conselhos de Curadores da Fundação Oriente e da Fundação Macau, membro da Comissão de Redação da Lei Básica de Macau, presidente da Teledifusão de Macau (TDM) e cônsul honorário das Honduras.

### Honras e condecorações
Foi Comendador da Ordem de Benemerência de Portugal (17 de Abril de 1971), membro (S.M.T.) da Ordem do Sultão Mahmud I de Terengganu, Malásia (1972), Comendador da Ordem do Infante D. Henrique de Portugal (7 de Agosto de 1981), Comendador da Venerável Ordem do Hospital de São João de Jerusalém (1983), Cavaleiro da Ordem Nacional da Legião de Honra de França (1984), Doutor Honoris Causa em Ciências Sociais pela Universidade da Ásia Oriental, em Macau (1984), Comendador da Ordem Equestre do Santo Sepulcro de Jerusalém (1985), Grande-Oficial da Ordem do Infante D. Henrique de Portugal (19 de Abril de 1986), Doutor Honoris Causa em Ciências Sociais pela Universidade de Hong Kong (1987), Insígnia da Ordem do Tesouro Sagrado do Japão (1987), Cavaleiro-Comendador da Pontifícia Ordem Equestre de São Gregório Magno da Santa Sé (1989), Oficial da Ordem do Império Britânico (OBE) da Grã-Bretanha e Irlanda do Norte (1990), Grande Cavaleiro Comandante (S.P.M.P.) da Ordem da Coroa do Estado de Perak (Order of the Perak State Crown) pelo Sultão de Perak, Malásia (1990), Grã-Cruz da Ordem do Mérito de Portugal (10 de Junho de 1990), First Benefactor do The Duke of Edinburgh's Award World Fellowship (1991), Grã-Cruz da Ordem do Infante D. Henrique de Portugal (30 de Março de 1995) e portador da Medalha de Honra Grande Lótus de Macau (2007).

### Fortuna e propriedades
Stanley Ho foi a pessoa mais rica de Macau e um dos mais ricos da Ásia[carece de fontes?]. No ano de 2006, de acordo com a Forbes, era o 86.º mais rico do mundo, possuindo aproximadamente 6,5 mil milhões de dólares americanos. É um dos maiores proprietários de Macau e possui também várias propriedades em Hong-Kong. Desenvolveu a sua atividade empresarial em vários domínios, como entretenimento (incluindo os jogos), turismo, transportes marítimos e aéreos, sector imobiliário e finanças.
Foi o dono de alguns dos maiores casinos asiáticos, o Hotel e Casino Lisboa de Macau e o Grand Lisboa. Ele também é dono de vários estabelecimentos de jogos (casinos, corridas de cavalos e cães, estabelecimentos de apostas...), hotéis, centros comerciais (ex: "New Yaohan"...) e estabelecimentos de entretenimento em Macau. É um importante accionista da Teledifusão de Macau. No ano de 2003, os seus negócios constituem cerca de um terço do PIB de Macau e cerca de 30% das receitas do Governo da RAEM. As suas empresas empregam dezenas de milhares de trabalhadores. Além de Macau, investia também na Região Administrativa Especial de Hong-Kong, em Portugal, na Coreia do Norte, no Vietname e nas Filipinas.

### Atividade política
Além da sua atividade empresarial, também desempenhou funções políticas: foi membro do Comité Nacional da nona Conferência Consultiva Política do Povo Chinês e membro da Comissão de Redacção da Lei Básica de Macau. A partir de 2005, a sua quarta mulher/amante, Angela Leong On Kei, é deputada eleita na Assembleia Legislativa de Macau.

### A partir da crise económica de 2008
Com a crise económica de 2008, Stanley Ho perdeu 89% da sua fortuna, segundo a Forbes, que caiu de 9 mil milhões para mil milhões de dólares americanos, passando a ocupar o 19.º lugar entre as maiores fortunas de Hong-Kong. Em 2010, ele recuperou e possuiu 2,1 mil milhões de dólares.

### Casamentos e descendência
Além de Clementina Ângela (a sua única mulher e esposa legal em Macau) e de Angela Leong On Kei, Stanley Ho teve um relacionamento íntimo e conjugal com mais duas mulheres: Lucina Laam King-Ying e Ina Chan. Com estas quatro mulheres, teve 17 filhos e filhas. O seu filho varão, Robert Ho (filho de Clementina Ângela), morreu com sua mulher num acidente rodoviário em Portugal, a 23 de junho de 1981. De Clementina Ângela teve três filhas e um filho, tendo a filha mais velha e o filho nascido antes do casamento dos pais:
- Jane Frances Ho (Macau, 10 de julho de 1947), casada no City Hall de Hong Kong a 26 de março de 1975 com Siu Pak Shing (Hong Kong, 4 de julho de 1950), Administrador de Empresas, filho de Siu Shek Ming e de sua mulher Tsang Fung Kwan, do qual teve um único filho:
  - Ringo Munnjung Ho Siu (Hong Kong, 8 de março de 1978 (47 anos))
- Robert Ho (Macau, 10 de agosto de 1948 - Cascais, 23 de junho de 1981), casado no City Hall de Hong Kong a 5 de Julho de 1973 com Melanie Susan Potier, aliás Suki Potier (Walton-on-Thames, 1940 - Cascais, 23 de junho de 1981), filha de Gilbert Potier e de sua mulher Rosemary Sarah Kayser, da qual teve duas filhas:
  - Faye Clementina Ho (Hong Kong, 29 de outubro de 1975 (49 anos))
  - Sarah Rose Ho (Hong Kong, 30 de setembro de 1978 (46 anos))
- Angela Ho (Hong Kong, 24 de março de 1953 (71 anos)), Escultora, casada em Hong Kong, Saint Joseph, a 2 de janeiro de 1985 com Uwe Gunter Willers (Hamburgo, 17 de dezembro de 1953), filho de Heinz Friederich Willers e de sua mulher Gertrud ..., divorciados, do qual teve um filho:
  - Stanley Ho Willers (Hong Kong)
- Deborah Ho (Hong Kong), solteira e sem geração.

## Morte
Morreu em 26 de maio de 2020, 98 anos.